# Alphonse-Jules Wauters
Alphonse-Jules Wauters, född 1845, död 1916, var en belgisk geograf och konstskriftställare. Han var brorson till Alphonse Wauters och bror till Émile Wauters. 
Wauters var professor vid konstakademien i Bryssel, men gjorde sig känd på Afrikaforskningens område som författare till bland annat Congo illustre (4 band, 1892-95) och som redaktör för Kongofristatens organ "Mouvement géographique", vari infördes autentiska berättelser från ryktbara resande (Grenfell, Wissmann, François, Wolf och andra). Till svenska översattes "Stanleys expedition till Emin paschas undsättning" (1890).